# Xtra
Xtra var ett studioprojekt av Björn Isfält och Lasse Dahlberg.
Xtra utgav ett album och två singlar. Utöver Isfält (sång, gitarr, bas, cello, keyboards, flöjt) och Dahlberg (sång, keyboards, flöjt, munspel) medverkade även cellisten Staffan Hermansson och trummisen Jan Bandel, som tidigare spelat i Atlantic Ocean. Bandel hade tidigare samarbetat med Isfält vad gäller musiken till Roy Anderssons film En kärlekshistoria. Isfält spelade även med Mikael Ramel, Saga och Nationalteatern och Dahlberg arbetade senare med musik till barnprogram i TV.

## Diskografi
- 1971 – Vatten/Kaffepannan (singel, CBS 7084)
- 1971 – Oh! 10–15 (album, CBS S64371)
- 1971 – Sleep my Baby/Jag skulle vilja vara där du är (singel, CBS 7472)